# Riu Prahova
El Prahova és un riu del sud de Romania, que neix de les muntanyes Bucegi, als Carpats meridionals. És un afluent esquerre de la Ialomița. Desemboca a la Ialomița a Dridu Snagov. El tram superior del riu, aigües amunt de la confluència amb el riu Azuga, de vegades s'anomena Prahovița.
Té una longitud de 193 km, dels quals 6 km es troben al comtat de Brașov, 161 km es troben al comtat de Prahova i els darrers 16 km es troben al comtat de Ialomița.
La conca del Prahova en cobreix 3,738 km² que és al voltant del 75% de l'àrea del comtat de Prahova.

## Ciutats i pobles
Les següents ciutats i pobles estan situats al llarg del riu Prahova, des de la seva font fins a la desembocadura: Predeal, Azuga, Bușteni, Poiana Țapului, Sinaia, Posada, Comarnic, Nistorești, Breaza, Cornu, Poiana Câmpina, Câmpina, Bănești, Corăicoiești, Borăștiaești, Cap Rosu, Novăceşti, Floreşti, Călineşti, Catina, Filipestii de Targ, Nedelea, Ariceştii Rahtivani, Ezeni, Zalhanaua, Stancesti, Piatra, Stejaru, Pisculeşti, Tinosu, Miroslăveşti, Palanca, Independența, Belciug, Gherghița, Hătcărău, Tufani, Malamuc, Răsimnicea, Rădulești, Adâncata, Patru Frați.

## Afluents
Els rius següents són afluents del riu Prahova (des de la font fins a la desembocadura):
- Esquerra: Puriștoaca, Valea Popii, Olăreasa, Pârâul lui Vlad, Ursoaia Mare, Ursoaia Mică, Azuga, Valea Mărului (I), Valea Seacă (I), Valea Fetei, Valea Seacă (II), Valea Măturarului, Zamora, Șipa, Tufa, Valea Cășăriei (I), Valea Rea, Valea Câinelui, Gagu, Valea lui Bogdan, Valea la Nuci, Valea Mărului (II), Valea Surpăturii, Valea Orății, Conciu, Florei, Câmpea, Doftana, Viișoara, Teleajen, Vitman, Cricovul Sărat
- Dreta: JOITA, Râşnoava, Paraul-sec, Valea Brusturilor, Valea Stânei, Valea Grecului, Valea Fabricii, Valea Cerbului, Valea Alba, Paltinu, Valea Jepilor, Valea Seaca 1 Jepilor, Urlatoarea, Valea Babei, Piatra Arsa, Peles, Valea Căşăriei (II), Valea Iancului, Zgarbura, Izvorul Dorului, Valea Largă, Dogăria, Valea Dracului, Valea Măgarului, Valea Seciului, Valea Obielei, Valea Mesteacănului, Valea Beliei, Viroaga, Poienari, Maia